# Zielony Wierch Jaworowy
Zielony Wierch Jaworowy (słow. Žabí vrch Javorový – severozápadný vrchol, niem. Nordgipfel des Froschberges, węg. Békáshegy északi orom) – szczyt o wysokości 2169 m n.p.m. w słowackich Tatrach Wysokich. Leży w bocznej grani biegnącej na północny zachód od wierzchołka Małego Jaworowego Szczytu. Od Zielonej Czuby oddziela go Zielona Przełęcz, a od Żabiego Wierchu Jaworowego – Żabi Przechód.
Jest środkowym, kopulastym szczytem w masywie trzech Jaworowych Wierchów, które są częścią Jaworowej Grani o łagodniejszych stokach. W kierunku północno-wschodnim odchodzi od niego grań oddzielająca dwie odnogi Doliny Jaworowej – Dolinę Zieloną Jaworową i Dolinę Żabią Jaworową. Od strony tychże dolin jego stoki są skaliste, natomiast stoki opadające do doliny Rówienki są przeważnie trawiaste.

## Nazewnictwo
Dawniej w polskiej i zagranicznej literaturze określany był jako niższy wierzchołek Żabiego Wierchu Jaworowego. Polskie nazewnictwo uległo zmianie i wyodrębniono dla niego oddzielną nazwę. W literaturze zagranicznej natomiast nadal używa się starszej formy nazewnictwa.

## Historia
Pierwsze wejścia turystyczne:
- Karol Englisch i Adolf Kamiński, 1 sierpnia 1902 r. – letnie,
- Jadwiga Pierzchalanka i Jerzy Pierzchała, 24 marca 1936 r. – zimowe.